# Zero-width space
Een zero-width space (ZWSP) is een niet-afdrukbaar karakter dat gebruikt wordt in geautomatiseerde typografie om woordafbrekingen aan te geven wanneer er geen zichtbare spatie staat, of achter tekst waar geen zichtbare spaties moeten staan, maar toch regelafbrekingen moeten komen, wanneer noodzakelijk.
De zero-width space wordt niet ondersteund in alle webbrowsers.
De zero-width space heeft de Unicode-waarde U+200B en wordt gerepresenteerd door de HTML-entiteit &#x200b; of &#8203;.

## Voorbeeld
Om het effect van een zero-width space te laten zien, zijn de volgende woorden gescheiden door zero-width spaces:

woordenwoordenwoorden.

Bij webbrowsers die zero-width spaces ondersteunen, heeft verkleinen van het venster tot gevolg dat de woorden worden afgebroken zonder afbreekstreepje. Om af te breken mét afbreekstreepje dient een zacht afbreekstreepje (U+00AD) te worden gebruikt:

woordenwoordenwoorden.